# 阿部典史

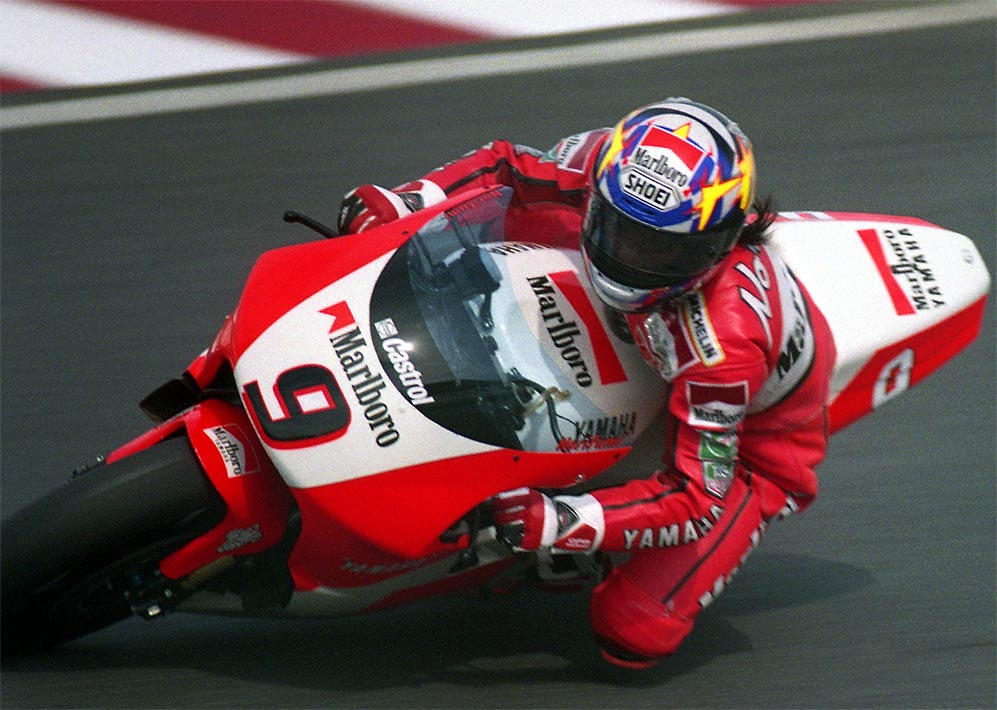
阿部典史

阿部典史（1975年9月7日—2007年10月7日）暱稱「Norick」，日本東京都世田谷區人，500 cc和MotoGP摩托车手，分别于1996和2000年在鈴鹿、1999年在巴西获得MotoGP三次分站冠軍。
阿部典史的父亲阿部光雄亦是赛车手。
阿部典史11岁时参加越野摩托车赛，15岁时在日本和美国参加公路摩托车赛。1994年通过外卡参加世界摩托车锦标赛日本站的500cc比赛，在比赛中对冠军车手保持足够威胁但遗憾的是倒数第三圈摔车退赛，赛后获得雅马哈车队的赏识加入雅马哈万宝路车队（YAMAHA Marlboro Team Roberts）参加WGP500的比赛，并于最后一站加入雅马哈车队参加世界摩托车锦标赛500cc比赛，1995年参加全年比赛。此举亦对当时年仅16岁的瓦伦蒂诺·罗西（Valentino Rossi）造成深远影响，取“Rossifumi”为昵称，以示对阿部典史的尊敬。

## 英年早逝
2007年10月7日傍晚18時20分，阿部駕駛500cc YAMAHA TMAX型速克達外出时，在神奈川縣川崎市川崎区大島1丁目的雙向4車道道路上的內側車道直行向北時，同向路邊的4噸便利商店物流車突然非法掉头，阿部自後方追撞重傷送醫，至20時50分宣告不治，得年32歲。

## 外部連結
- Norick,The Racing Star 官方網站